# Mordellistena nebulosa
Mordellistena nebulosa är en skalbaggsart som beskrevs av Liljeblad 1945. Mordellistena nebulosa ingår i släktet Mordellistena och familjen tornbaggar. Inga underarter finns listade i Catalogue of Life.